# Gantiganahudya, Chik Ballapur
Gantiganahudya là một làng thuộc tehsil Chik Ballapur, huyện Kolar, bang Karnataka, Ấn Độ.